# Ecologia vegetal
L'ecologia vegetal és una subdisciplina de l'ecologia que estudia la distribució i abundància de les plantes que interaccionen entre les membres de les espècies de plantes i les seves interaccions amb el medi ambient. L'ecologia vegetal té les seves arrels tant en la geografia vegetal com en els estudis de les interaccions entre les plantes individuals i el seu medi ambient.
En sentit ampli, l'enfocament de l'ecologia vegetal abraça l'ecofisiologia vegetal, l'ecologia de les poblacions, l'ecologia de les comunitats, l'ecologia dels ecosistemes, l'ecologia del paisatge i l'ecologia global. A escala més reduïda hi ha diferències entre les ecologies vegetals i animals però a escala més àmplia es tendeix a integrar les dues subdisciplines.